# Saltar a la corda

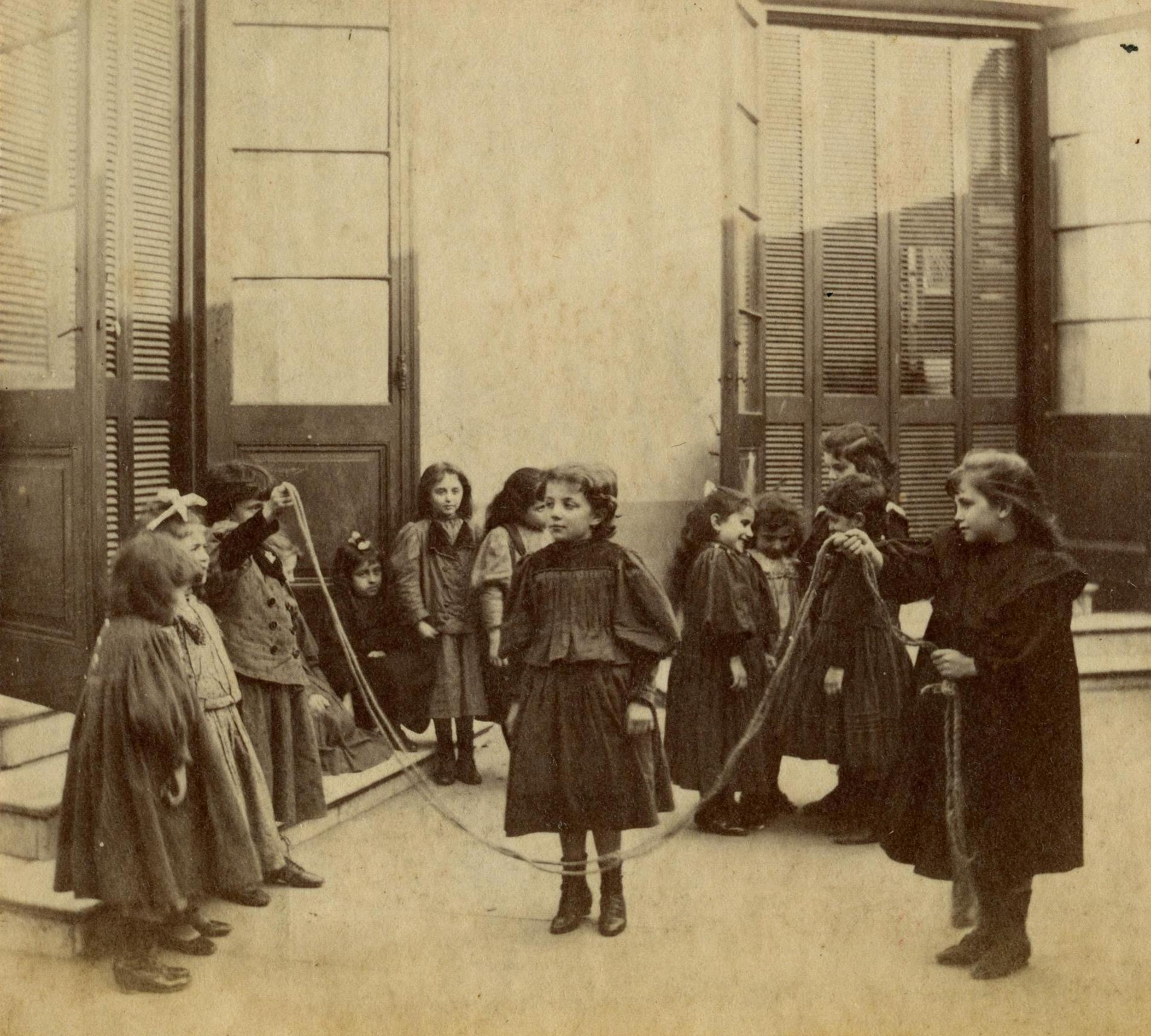
Nenes expósites saltant a la corda a l'Asil d'Òrfenes de Buenos Aires, finals del.

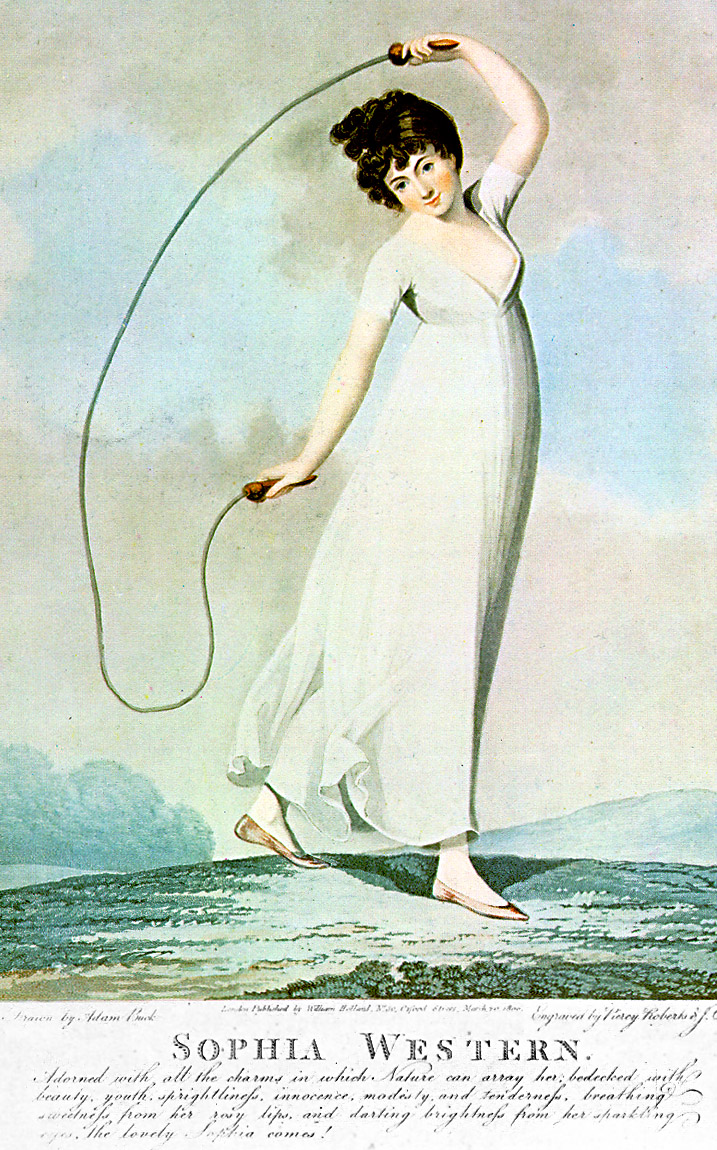
Dibuix de Sophia Western saltant a la corda (1800).

El joc de saltar a (la) corda, és una activitat practicada com a joc infantil i com a exercici físic (especialment com a entrenament per a alguns esports, com la boxa, tennis o el culturisme). L'ús de les cordes per saltar ha estat tradicionalment un dels jocs favorits dels nens. Els exercicis amb corda se solen utilitzar com a escalfament esportiu previ a altres exercicis, i resulten un entrenament ideal per als esports que requereixen vigor, coordinació i ritme. El salt amb corda endureix i renova la textura dels músculs, i es considera adequat per al cor i els pulmons. Un dels aparells de la gimnàstica rítmica és la "corda", que fins a cert punt és similar a la corda infantil o d'entrenament, però s'empra amb criteris totalment diferents.

## Descripció
El salt a la corda habitualment consisteix que un o més participants salten sobre una corda que es fa girar de manera que passi sota els seus peus i sobre el seu cap. Si el joc és individual, és una persona que fer girar la corda i salta. Si el joc és en grup, almenys són tres persones les que participen: dos que voltegen la corda mentre que una tercera salta. És habitual saltar al ritme de senzilles cançons populars que entonen els participants. Si es juga amb dues cordes, és considerablement més difícil. Els participants poden saltar simplement fins que es cansen o incorren en una equivocació.És un joc popular molt conegut en gairebé totes parts.
Els adults salten generalment la corda de forma individual.
Una altra modalitat es juga amb una corda on dues persones sostenen la corda i els altres jugadors passen sota ella. Una vegada que tots els jugadors han passat, els que sostenen la corda la baixen una mica més, i tornen a passar per sota d'ella la resta de jugadors, i així successivament.
Certes variants del joc de la corda es juguen amb cordes elàstiques que s'estiren entre les cames de dues dels participants. Així com existeixen diverses formes de saltar també existeixen diferents tipus de salts.
Hipócrates, metge grec considerat el pare de la medicina, recomanava la pràctica de saltar a la corda.

## Beneficis del salt
A més de proporcionar beneficis a l'estat físic en general, els exercicis amb corda tenen efectes particularment interessants per determinades persones i pràctiques esportives.
Els músculs dels braços i de les cames (panxells, cuixes i glutis) es desenvolupen i enforteixen, perdent el seu flacidez i millorant la seva forma, mentre el coll, les espatlles i el pit s'eixamplen i es tornen ferms. Si se salta cap enrere, ajuda a enfortir el bust i a millorar la postures en general.